# Ajla Tomljanović
Ajla Tomljanović (født 7. maj 1993 i Zagreb, Kroatien) er en professionel kvindelig tennisspiller fra Australien.